# Leyburn
Leyburn – miasto i civil parish w Wielkiej Brytanii, w północnej Anglii, w hrabstwie North Yorkshire. W 2001 roku liczba mieszkańców miasta wynosiła 1844.